# Atletismo nos Jogos Olímpicos de Verão de 2016
As competições de atletismo nos Jogos Olímpicos de Verão de 2016 foram realizadas entre entre 12 e 21 de agosto. Todas as provas de pista e campo foram disputadas no Estádio Olímpico, enquanto que a maratona teve sua chegada no Sambódromo e a marcha atlética no Pontal.
Os homens competiram em 24 eventos e as mulheres em 23, sendo os 50 quilômetros de marcha atlética a única prova sem a versão feminina. Os 110 metros com barreiras e o decatlo masculino são equivalentes aos 100 metros com barreiras e o heptatlo feminino, respectivamente.

## Exclusão da Rússia
Em maio de 2016, a Agência Mundial Antidoping (WADA) publicou um informe em que revelava como treinadores e dirigentes da Rússia organizaram um programa de doping para todas as modalidades do atletismo, com o conhecimento e coordenação do Ministério dos Esportes do país. Como punição, a Associação Internacional de Federações de Atletismo (IAAF) anunciou o afastamento dos russos de todas as competições internacionais, inclusive da Rio 2016. A situação foi agravada após ser revelado um sofisticado esquema de manipulação do controle antidoping usado na no país entre 2011 e 2015, que foi chamado de Método do desaparecimento positivo.
Assim, no dia 21 de julho, o Tribunal Arbitral do Esporte negou o recurso apresentado por 68 atletas russos que se diziam "injustiçados" pela suspensão à toda a delegação imposto pela IAAF. Com esta decisão, a Rússia ficou definitivamente fora das modalidades de atletismo dos Jogos Olímpicos no Rio.

## Calendário
| P | Preliminar | E | Eliminatórias | ½ | Semifinais | F | Final |

| Data →                | Sex 12 | Sex 12 | Sab 13 | Sab 13 | Sab 13 | Dom 14 | Dom 14 | Dom 14 | Seg 15 | Seg 15 | Ter 16 | Ter 16 | Ter 16 | Qua 17 | Qua 17 | Qui 18 | Qui 18 | Sex 19 | Sex 19 | Sab 20 | Sab 20 | Dom 21 | Dom 21 |
| Evento ↓              | M      | T      | M      | M      | T      | M      | T      | T      | M      | T      | M      | T      | T      | M      | T      | M      | T      | M      | T      | M      | T      | M      | T      |
| --------------------- | ------ | ------ | ------ | ------ | ------ | ------ | ------ | ------ | ------ | ------ | ------ | ------ | ------ | ------ | ------ | ------ | ------ | ------ | ------ | ------ | ------ | ------ | ------ |
| 100 m                 |        |        | P      | E      |        |        | ½      | F      |        |        |        |        |        |        |        |        |        |        |        |        |        |        |        |
| 200 m                 |        |        |        |        |        |        |        |        |        |        | E      |        |        |        | ½      |        | F      |        |        |        |        |        |        |
| 400 m                 |        | E      |        |        | ½      |        | F      | F      |        |        |        |        |        |        |        |        |        |        |        |        |        |        |        |
| 800 m                 | E      |        |        |        | ½      |        |        |        |        | F      |        |        |        |        |        |        |        |        |        |        |        |        |        |
| 1500 m                |        |        |        |        |        |        |        |        |        |        | E      |        |        |        |        |        | ½      |        |        |        | F      |        |        |
| 5000 m                |        |        |        |        |        |        |        |        |        |        |        |        |        | H      |        |        |        |        |        |        | F      |        |        |
| 10000 m               |        |        |        |        | E      |        |        |        |        |        |        |        |        |        |        |        |        |        |        |        |        |        |        |
| 110 m c/ barreiras    |        |        |        |        |        |        |        |        |        | E      |        | ½      | F      |        |        |        |        |        |        |        |        |        |        |
| 400 m c/ barreiras    |        |        |        |        |        |        |        |        | E      |        |        | ½      | ½      |        |        | F      |        |        |        |        |        |        |        |
| 3000 m c/ obstáculos  |        |        |        |        |        |        |        |        | E      |        |        |        |        | F      |        |        |        |        |        |        |        |        |        |
| 4 × 100 m             |        |        |        |        |        |        |        |        |        |        |        |        |        |        |        | E      |        |        | F      |        |        |        |        |
| 4 × 400 m             |        |        |        |        |        |        |        |        |        |        |        |        |        |        |        |        |        |        | E      |        | F      |        |        |
| Maratona              |        |        |        |        |        |        |        |        |        |        |        |        |        |        |        |        |        |        |        |        |        | F      |        |
| Marcha 20 km          | F      |        |        |        |        |        |        |        |        |        |        |        |        |        |        |        |        |        |        |        |        |        |        |
| Marcha 50 km          |        |        |        |        |        |        |        |        |        |        |        |        |        |        |        |        |        | F      |        |        |        |        |        |
| Salto em distância    |        | P      |        |        | F      |        |        |        |        |        |        |        |        |        |        |        |        |        |        |        |        |        |        |
| Salto triplo          |        |        |        |        |        |        |        |        | P      |        | F      |        |        |        |        |        |        |        |        |        |        |        |        |
| Salto em altura       |        |        |        |        |        |        | P      | P      |        |        |        | F      | F      |        |        |        |        |        |        |        |        |        |        |
| Salto com vara        |        |        |        |        | P      |        |        |        |        | F      |        |        |        |        |        |        |        |        |        |        |        |        |        |
| Arremesso de peso     |        |        |        |        |        |        |        |        |        |        |        |        |        |        |        | P      | F      |        |        |        |        |        |        |
| Lançamento de disco   | P      |        | F      | F      |        |        |        |        |        |        |        |        |        |        |        |        |        |        |        |        |        |        |        |
| Lançamento de dardo   |        |        |        |        |        |        |        |        |        |        |        |        |        |        | P      |        |        |        |        |        | F      |        |        |
| Lançamento de martelo |        |        |        |        |        |        |        |        |        |        |        |        |        | P      |        |        |        |        | F      |        |        |        |        |
| Decatlo               |        |        |        |        |        |        |        |        |        |        |        |        |        | F      | F      | F      | F      |        |        |        |        |        |        |

| Data →                | Sex 12 | Sex 12 | Sab 13 | Sab 13 | Sab 13 | Dom 14 | Dom 14 | Seg 15 | Seg 15 | Ter 16 | Ter 16 | Qua 17 | Qua 17 | Qua 17 | Qui 18 | Qui 18 | Sex 19 | Sex 19 | Sab 20 | Sab 20 | Dom 21 | Dom 21 |
| Evento ↓              | M      | T      | M      | T      | T      | M      | T      | M      | T      | M      | T      | M      | T      | T      | M      | T      | M      | T      | M      | T      | M      | T      |
| --------------------- | ------ | ------ | ------ | ------ | ------ | ------ | ------ | ------ | ------ | ------ | ------ | ------ | ------ | ------ | ------ | ------ | ------ | ------ | ------ | ------ | ------ | ------ |
| 100 m                 | P      | E      |        | ½      | F      |        |        |        |        |        |        |        |        |        |        |        |        |        |        |        |        |        |
| 200 m                 |        |        |        |        |        |        |        |        | E      |        | ½      |        | F      | F      |        |        |        |        |        |        |        |        |
| 400 m                 |        |        | E      |        |        |        | ½      |        | F      |        |        |        |        |        |        |        |        |        |        |        |        |        |
| 800 m                 |        |        |        |        |        |        |        |        |        |        |        | E      |        |        |        | ½      |        |        |        | F      |        |        |
| 1500 m                |        | E      |        |        |        |        | ½      |        |        |        | F      |        |        |        |        |        |        |        |        |        |        |        |
| 5000 m                |        |        |        |        |        |        |        |        |        | E      |        |        |        |        |        |        |        | F      |        |        |        |        |
| 10000 m               | E      |        |        |        |        |        |        |        |        |        |        |        |        |        |        |        |        |        |        |        |        |        |
| 100 m c/ barreiras    |        |        |        |        |        |        |        |        |        | E      |        |        | ½      | F      |        |        |        |        |        |        |        |        |
| 400 m c/ barreiras    |        |        |        |        |        |        |        | E      |        |        | ½      |        |        |        |        | F      |        |        |        |        |        |        |
| 3000 m c/ obstáculos  |        |        | E      |        |        |        |        | F      |        |        |        |        |        |        |        |        |        |        |        |        |        |        |
| 4 × 100 m             |        |        |        |        |        |        |        |        |        |        |        |        |        |        | E      |        |        | F      |        |        |        |        |
| 4 × 400 m             |        |        |        |        |        |        |        |        |        |        |        |        |        |        |        |        |        | E      |        | F      |        |        |
| Maratona              |        |        |        |        |        | F      |        |        |        |        |        |        |        |        |        |        |        |        |        |        |        |        |
| Marcha 20 km          |        |        |        |        |        |        |        |        |        |        |        |        |        |        |        |        | F      |        |        |        |        |        |
| Salto em distância    |        |        |        |        |        |        |        |        |        |        | P      |        | F      | F      |        |        |        |        |        |        |        |        |
| Salto triplo          |        |        | P      |        |        |        | F      |        |        |        |        |        |        |        |        |        |        |        |        |        |        |        |
| Salto em altura       |        |        |        |        |        |        |        |        |        |        |        |        |        |        | P      |        |        |        |        | F      |        |        |
| Salto com vara        |        |        |        |        |        |        |        |        |        | P      |        |        |        |        |        |        |        | F      |        |        |        |        |
| Arremesso de peso     | P      | F      |        |        |        |        |        |        |        |        |        |        |        |        |        |        |        |        |        |        |        |        |
| Lançamento de disco   |        |        |        |        |        |        |        |        | P      | F      |        |        |        |        |        |        |        |        |        |        |        |        |
| Lançamento de dardo   |        |        |        |        |        |        |        |        |        |        | P      |        |        |        |        | F      |        |        |        |        |        |        |
| Lançamento de martelo |        | P      |        |        |        |        |        | F      |        |        |        |        |        |        |        |        |        |        |        |        |        |        |
| Heptatlo              | P      | P      | P      | P      | P      |        |        |        |        |        |        |        |        |        |        |        |        |        |        |        |        |        |

## Medalhistas

### Masculino
| Evento                              | Ouro                                                                                                | Ouro      | Prata                                                                 | Prata     | Bronze                                                                               | Bronze    |
| ----------------------------------- | --------------------------------------------------------------------------------------------------- | --------- | --------------------------------------------------------------------- | --------- | ------------------------------------------------------------------------------------ | --------- |
| 100 metros detalhes                 | Usain Bolt JAM Jamaica                                                                              | 9.81      | Justin Gatlin USA Estados Unidos                                      | 9.89      | Andre De Grasse CAN Canadá                                                           | 9.91      |
| 200 metros detalhes                 | Usain Bolt JAM Jamaica                                                                              | 19.78     | Andre De Grasse CAN Canadá                                            | 20.02     | Christophe Lemaitre FRA França                                                       | 20.12     |
| 400 metros detalhes                 | Wayde van Niekerk RSA África do Sul                                                                 | 43.03     | Kirani James GRN Granada                                              | 43.76     | LaShawn Merritt USA Estados Unidos                                                   | 43.85     |
| 800 metros detalhes                 | David Rudisha KEN Quênia                                                                            | 1:42.15   | Taoufik Makhloufi ALG Argélia                                         | 1:42.61   | Clayton Murphy USA Estados Unidos                                                    | 1:42.93   |
| 1500 metros detalhes                | Matthew Centrowitz USA Estados Unidos                                                               | 3:50.00   | Taoufik Makhloufi ALG Argélia                                         | 3:50.11   | Nick Willis NZL Nova Zelândia                                                        | 3:50.24   |
| 5000 metros detalhes                | Mo Farah GBR Grã-Bretanha                                                                           | 13:03.30  | Paul Chelimo USA Estados Unidos                                       | 13:03.90  | Hagos Gebrhiwet ETH Etiópia                                                          | 13:04.35  |
| 10000 metros detalhes               | Mo Farah GBR Grã-Bretanha                                                                           | 27:05.17  | Paul Tanui KEN Quênia                                                 | 27:05.64  | Tamirat Tola ETH Etiópia                                                             | 27:06.26  |
| 4x100 metros detalhes               | Asafa Powell Yohan Blake Nickel Ashmeade Usain Bolt Jevaughn Minzie* Kemar Bailey-Cole* JAM Jamaica | 37.27     | Ryota Yamagata Shota Iizuka Yoshihide Kiryu Asuka Cambridge JPN Japão | 37.60     | Akeem Haynes Aaron Brown Brendon Rodney Andre De Grasse Mobolade Ajomale* CAN Canadá | 37.64     |
| 4x400 metros detalhes               | Arman Hall Tony McQuay Gil Roberts LaShawn Merritt USA Estados Unidos                               | 2:57.30   | Peter Matthews Nathon Allen Fitzroy Dunkley Javon Francis JAM Jamaica | 2:58.16   | Alonzo Russell Michael Mathieu Steven Gardiner Chris Brown BAH Bahamas               | 2:58.49   |
| 110 metros com barreiras detalhes   | Omar McLeod JAM Jamaica                                                                             | 13.05     | Orlando Ortega ESP Espanha                                            | 13.17     | Dimitri Bascou FRA França                                                            | 13.24     |
| 400 metros com barreiras detalhes   | Kerron Clement USA Estados Unidos                                                                   | 47.73     | Boniface Tumuti KEN Quênia                                            | 47.78     | Yasmani Copello TUR Turquia                                                          | 47.92     |
| 3000 metros com obstáculos detalhes | Conseslus Kipruto KEN Quênia                                                                        | 8:03.28   | Evan Jager USA Estados Unidos                                         | 8:04.28   | Mahiedine Mekhissi-Benabbad FRA França                                               | 8:11.52   |
|                                     | |           |                                                                       |           |                                                                                      |           |
| 20 km marcha atlética detalhes      | Wang Zhen CHN China                                                                                 | 1:19:14   | Cai Zelin CHN China                                                   | 1:19:26   | Dane Bird-Smith AUS Austrália                                                        | 1:19:37   |
| 50 km marcha atlética detalhes      | Matej Tóth SVK Eslováquia                                                                           | 3:40:58   | Jared Tallent AUS Austrália                                           | 3:41:16   | Hirooki Arai JPN Japão                                                               | 3:41:24   |
| Maratona detalhes                   | Eliud Kipchoge KEN Quênia                                                                           | 2:08:44   | Feyisa Lilesa ETH Etiópia                                             | 2:09:54   | Galen Rupp USA Estados Unidos                                                        | 2:10:05   |
|                                     | |           |                                                                       |           |                                                                                      |           |
| Salto em distância detalhes         | Jeff Henderson USA Estados Unidos                                                                   | 8.38 m    | Luvo Manyonga RSA África do Sul                                       | 8.37 m    | Greg Rutherford GBR Grã-Bretanha                                                     | 8.29 m    |
| Salto triplo detalhes               | Christian Taylor USA Estados Unidos                                                                 | 17.86 m   | Will Claye USA Estados Unidos                                         | 17.76 m   | Dong Bin CHN China                                                                   | 17.58 m   |
| Salto em altura detalhes            | Derek Drouin CAN Canadá                                                                             | 2.38 m    | Mutaz Essa Barshim QAT Catar                                          | 2.36 m    | Bohdan Bondarenko UKR Ucrânia                                                        | 2.33 m    |
| Salto com vara detalhes             | Thiago Braz BRA Brasil                                                                              | 6.03 m    | Renaud Lavillenie FRA França                                          | 5.98 m    | Sam Kendricks USA Estados Unidos                                                     | 5.85 m    |
| Arremesso de peso detalhes          | Ryan Crouser USA Estados Unidos                                                                     | 22.52 m   | Joe Kovacs USA Estados Unidos                                         | 21.78 m   | Tom Walsh NZL Nova Zelândia                                                          | 21.36 m   |
| Lançamento de disco detalhes        | Christoph Harting GER Alemanha                                                                      | 68.37 m   | Piotr Małachowski POL Polônia                                         | 67.55 m   | Daniel Jasinski GER Alemanha                                                         | 67.05 m   |
| Lançamento de dardo detalhes        | Thomas Röhler GER Alemanha                                                                          | 90.30 m   | Julius Yego KEN Quênia                                                | 88.24 m   | Keshorn Walcott TTO Trinidad e Tobago                                                | 85.38 m   |
| Lançamento de martelo detalhes      | Dilshod Nazarov TJK Tajiquistão                                                                     | 78.68 m   | Ivan Tsikhan BLR Bielorrússia                                         | 77.79 m   | Wojciech Nowicki POL Polônia                                                         | 77.73 m   |
|                                     | |           |                                                                       |           |                                                                                      |           |
| Decatlo detalhes                    | Ashton Eaton USA Estados Unidos                                                                     | 8.893 pts | Kevin Mayer FRA França                                                | 8.834 pts | Damian Warner CAN Canadá                                                             | 8.666 pts |

### Feminino
| Evento                              | Ouro | Ouro      | Prata | Prata     | Bronze                                                                                     | Bronze    |
| ----------------------------------- | --- | --------- | --- | --------- | ------------------------------------------------------------------------------------------ | --------- |
| 100 metros detalhes                 | Elaine Thompson JAM Jamaica                                                                                              | 10.71s    | Tori Bowie USA Estados Unidos | 10.83s    | Shelly-Ann Fraser-Pryce JAM Jamaica                                                        | 10.86s    |
| 200 metros detalhes                 | Elaine Thompson JAM Jamaica                                                                                              | 21.78     | Dafne Schippers NED Países Baixos | 21.88     | Tori Bowie USA Estados Unidos                                                              | 22.15     |
| 400 metros detalhes                 | Shaunae Miller BAH Bahamas                                                                                               | 49.44     | Allyson Felix USA Estados Unidos | 49.51     | Shericka Jackson JAM Jamaica                                                               | 49.85     |
| 800 metros detalhes                 | Caster Semenya RSA África do Sul                                                                                         | 1:55.28   | Francine Niyonsaba BDI Burundi | 1:56.49   | Margaret Wambui KEN Quênia                                                                 | 1:56.89   |
| 1500 metros detalhes                | Faith Kipyegon KEN Quênia                                                                                                | 4:08.92   | Genzebe Dibaba ETH Etiópia | 4:10.27   | Jennifer Simpson USA Estados Unidos                                                        | 4:10.53   |
| 5000 metros detalhes                | Vivian Cheruiyot KEN Quênia                                                                                              | 14:26.17  | Hellen Onsando Obiri KEN Quênia | 14:29.77  | Almaz Ayana ETH Etiópia                                                                    | 14:33.59  |
| 10000 metros detalhes               | Almaz Ayana ETH Etiópia                                                                                                  | 29:17.45  | Vivian Cheruiyot KEN Quênia | 29:32:53  | Tirunesh Dibaba ETH Etiópia                                                                | 29:42:56  |
| 4x100 metros detalhes               | Tianna Bartoletta Allyson Felix English Gardner Tori Bowie Morolake Akinosun* USA Estados Unidos                         | 41.02     | Christania Williams Elaine Thompson Veronica Campbell-Brown Shelly-Ann Fraser-Pryce Simone Facey* Sashalee Forbes* JAM Jamaica         | 41.36     | Asha Philip Desiree Henry Dina Asher-Smith Daryll Neita GBR Grã-Bretanha                   | 41.77     |
| 4x400 metros detalhes               | Allyson Felix Phyllis Francis Natasha Hastings Courtney Okolo Taylor Ellis-Watson* Francena McCorory* USA Estados Unidos | 3:19.06   | Stephenie Ann McPherson Anneisha McLaughlin-Whilby Shericka Jackson Novlene Williams-Mills Christine Day* Chrisann Gordon* JAM Jamaica | 3:20.34   | Eilidh Doyle Anyika Onuora Emily Diamond Christine Ohuruogu Kelly Massey* GBR Grã-Bretanha | 3:25.88   |
| 100 metros com barreiras detalhes   | Brianna Rollins USA Estados Unidos                                                                                       | 12.48     | Nia Ali USA Estados Unidos | 12.59     | Kristi Castlin USA Estados Unidos                                                          | 12.61     |
| 400 metros com barreiras detalhes   | Dalilah Muhammad USA Estados Unidos                                                                                      | 53.13     | Sara Petersen DEN Dinamarca | 53.55     | Ashley Spencer USA Estados Unidos                                                          | 53.72     |
| 3000 metros com obstáculos detalhes | Ruth Jebet BRN Bahrein                                                                                                   | 8:59.75   | Hyvin Jepkemoi KEN Quênia | 9:07.12   | Emma Coburn USA Estados Unidos                                                             | 9:07.63   |
|                                     | |           | |           |                                                                                            |           |
| 20 km marcha atlética detalhes      | Liu Hong CHN China | 1:28:35   | María Guadalupe González MEX México | 1:28:37   | Lü Xiuzhi CHN China                                                                        | 1:28:42   |
| Maratona detalhes                   | Jemima Sumgong KEN Quênia                                                                                                | 2:24:04   | Eunice Kirwa BRN Bahrein | 2:24:13   | Mare Dibaba ETH Etiópia                                                                    | 2:24:30   |
|                                     | |           | |           |                                                                                            |           |
| Salto em distância detalhes         | Tianna Bartoletta USA Estados Unidos                                                                                     | 7.17 m    | Brittney Reese USA Estados Unidos | 7.15 m    | Ivana Španović SRB Sérvia                                                                  | 7.08 m    |
| Salto triplo detalhes               | Caterine Ibargüen COL Colômbia                                                                                           | 15.17 m   | Yulimar Rojas VEN Venezuela | 14.98 m   | Olga Rypakova KAZ Cazaquistão                                                              | 14.74 m   |
| Salto em altura detalhes            | Ruth Beitia ESP Espanha                                                                                                  | 1.97 m    | Mirela Demireva BUL Bulgária | 1.97 m    | Blanka Vlašić CRO Croácia                                                                  | 1.97 m    |
| Salto com vara detalhes             | Ekaterini Stefanidi GRE Grécia                                                                                           | 4,85m     | Sandi Morris USA Estados Unidos | 4,85m     | Eliza McCartney NZL Nova Zelândia                                                          | 4,80 m    |
| Arremesso de peso detalhes          | Michelle Carter USA Estados Unidos                                                                                       | 20.63     | Valerie Adams NZL Nova Zelândia | 20.42     | Anita Márton HUN Hungria                                                                   | 19.87     |
| Lançamento de disco detalhes        | Sandra Perković CRO Croácia                                                                                              | 69.21 m   | Mélina Robert-Michon FRA França | 66.73 m   | Denia Caballero CUB Cuba                                                                   | 65.34 m   |
| Lançamento de dardo detalhes        | Sara Kolak CRO Croácia                                                                                                   | 66.18 m   | Sunette Viljoen RSA África do Sul | 64.92 m   | Barbora Špotáková CZE República Checa                                                      | 64.80 m   |
| Lançamento de martelo detalhes      | Anita Włodarczyk POL Polônia                                                                                             | 82.29 m   | Zhang Wenxiu CHN China | 76.75 m   | Sophie Hitchon GBR Grã-Bretanha                                                            | 74.54 m   |
|                                     | |           | |           |                                                                                            |           |
| Heptatlo detalhes                   | Nafissatou Thiam BEL Bélgica                                                                                             | 6.810 pts | Jessica Ennis GBR Grã-Bretanha | 6.775 pts | Brianne Theisen-Eaton CAN Canadá                                                           | 6.653 pts |

- EL. ↑EL Participaram apenas das eliminatórias, mas receberam medalhas

## Quadro de medalhas

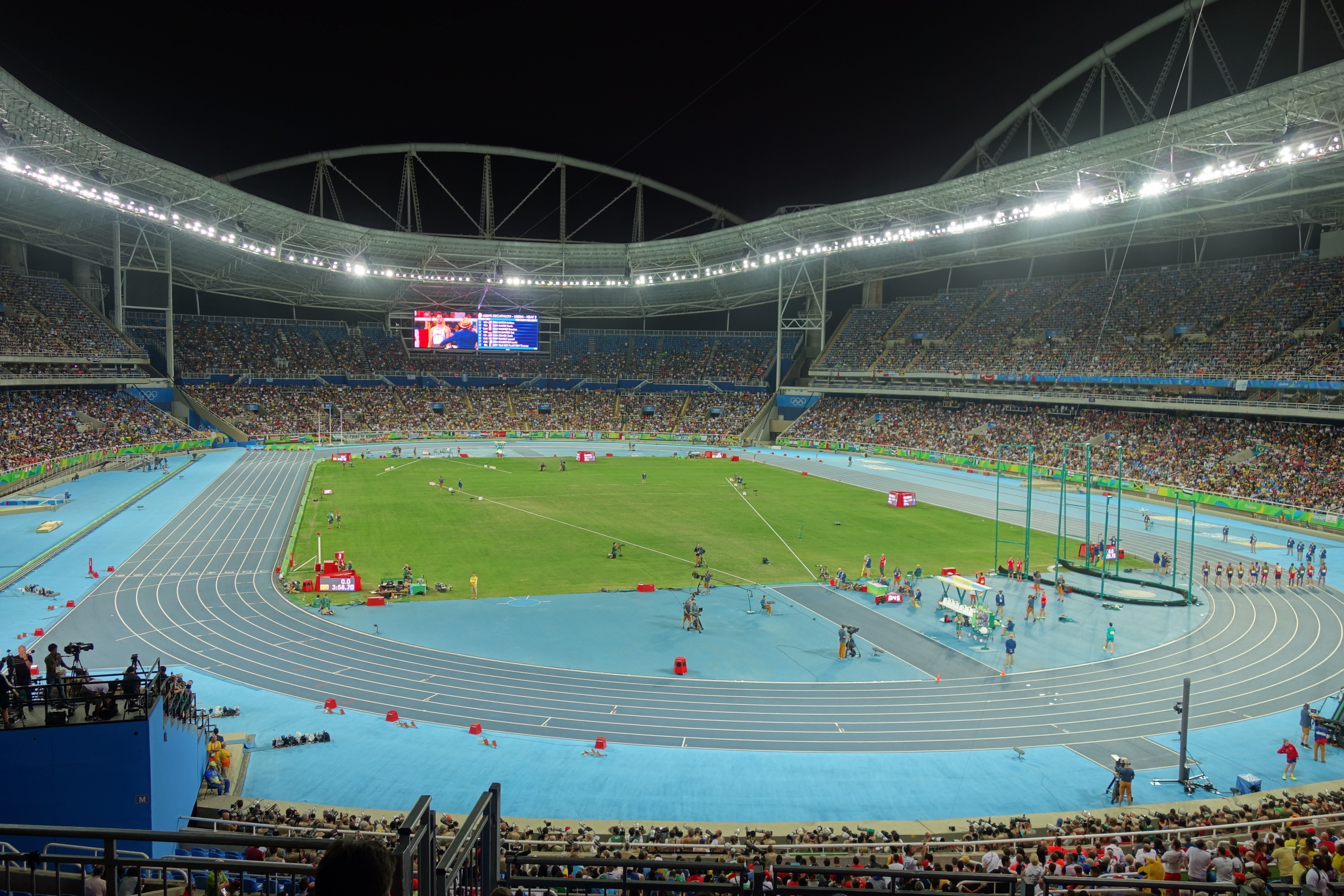
Disputas do atletismo no Estádio Olímpico.

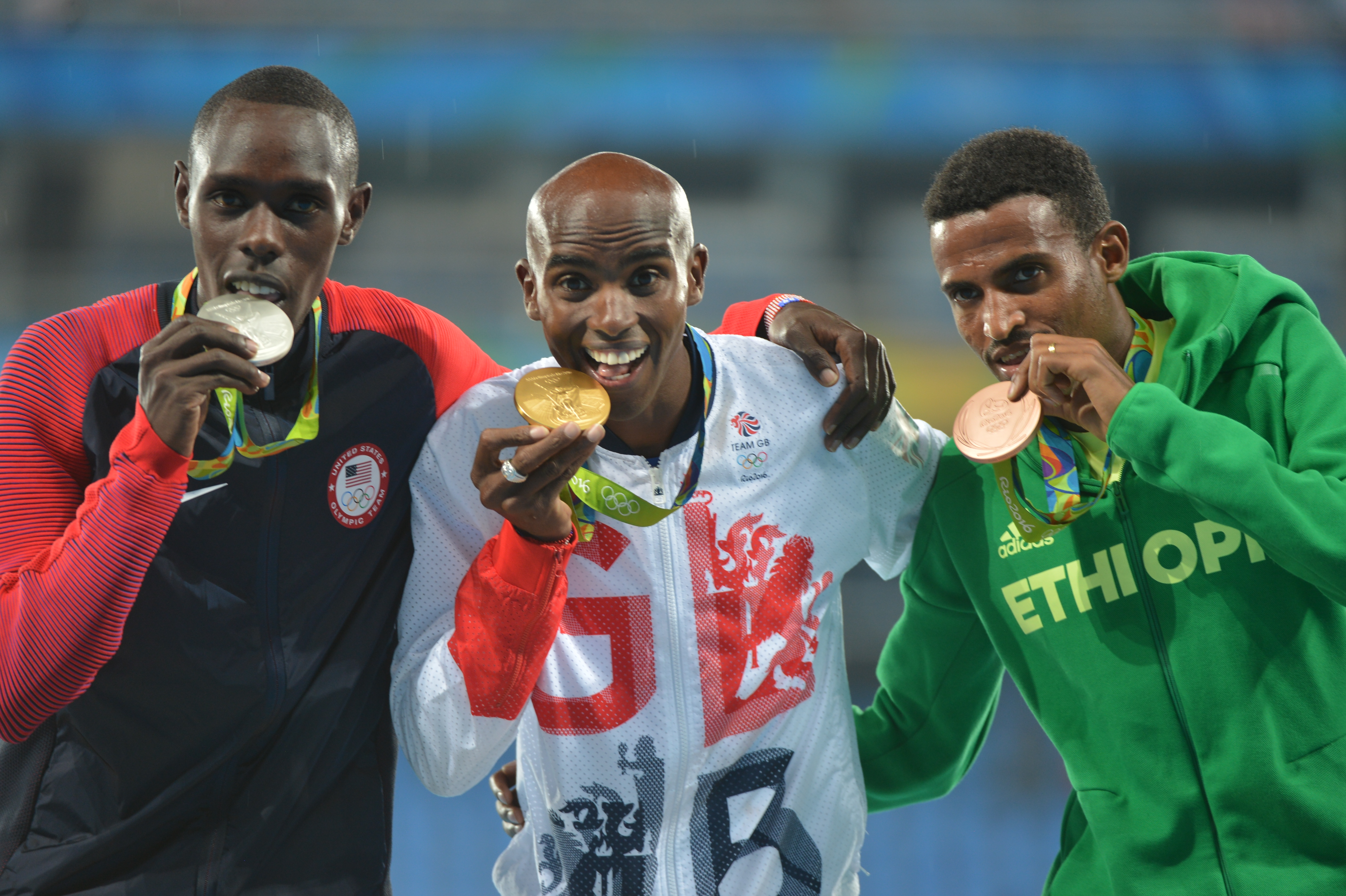
Medalhistas dos 5000 m masculino.

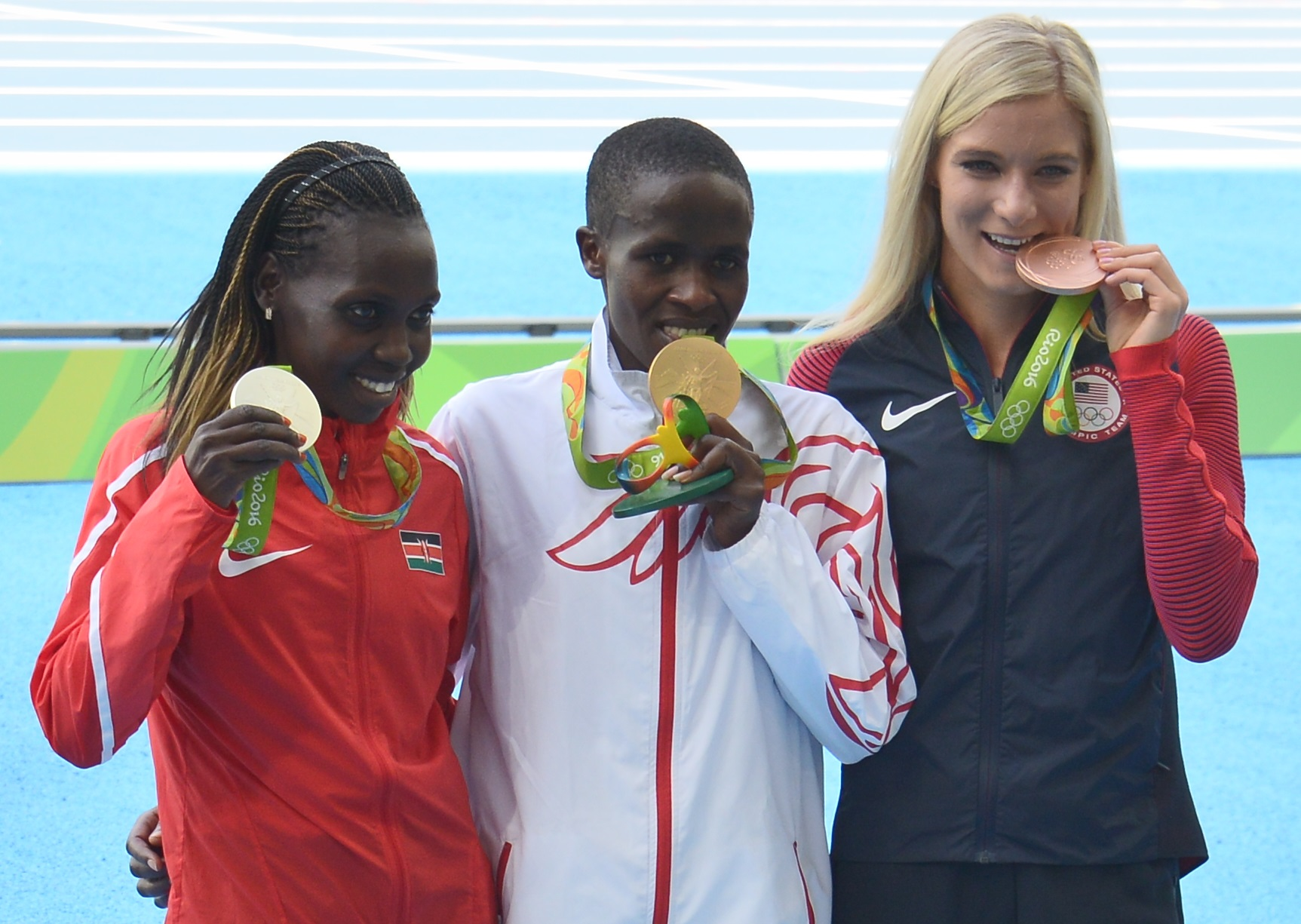
Medalhistas dos 3000 m com obstáculos feminino.

| Ordem | País                  | Medalha de ouro | Medalha de prata | Medalha de bronze |     | Ordem por total |
| ----- | --------------------- | --------------- | ---------------- | ----------------- | --- | --------------- |
| 1     | USA Estados Unidos    | 13              | 10               | 9                 | 32  | 1               |
| 2     | KEN Quênia            | 6               | 6                | 1                 | 13  | 2               |
| 3     | JAM Jamaica           | 6               | 3                | 2                 | 11  | 3               |
| 4     | CHN China             | 2               | 2                | 2                 | 6   | 6               |
| 5     | RSA África do Sul     | 2               | 2                |                   | 4   | 9               |
| 6     | GBR Grã-Bretanha      | 2               | 1                | 4                 | 7   | 5               |
| 7     | GER Alemanha          | 2               |                  | 1                 | 3   | 11              |
|       | CRO Croácia           | 2               |                  | 1                 | 3   | 11              |
| 9     | ETH Etiópia           | 1               | 2                | 5                 | 8   | 4               |
| 10    | CAN Canadá            | 1               | 1                | 4                 | 6   | 6               |
| 11    | POL Polônia           | 1               | 1                | 1                 | 3   | 11              |
| 12    | BRN Bahrein           | 1               | 1                |                   | 2   | 14              |
|       | ESP Espanha           | 1               | 1                |                   | 2   | 14              |
| 14    | BAH Bahamas           | 1               |                  | 1                 | 2   | 14              |
| 15    | BEL Bélgica           | 1               |                  |                   | 1   | 20              |
|       | BRA Brasil            | 1               |                  |                   | 1   | 20              |
|       | COL Colômbia          | 1               |                  |                   | 1   | 20              |
|       | SVK Eslováquia        | 1               |                  |                   | 1   | 20              |
|       | GRE Grécia            | 1               |                  |                   | 1   | 20              |
|       | TJK Tajiquistão       | 1               |                  |                   | 1   | 20              |
| 21    | FRA França            |                 | 3                | 3                 | 6   | 6               |
| 22    | ALG Argélia           |                 | 2                |                   | 2   | 14              |
| 23    | NZL Nova Zelândia     |                 | 1                | 3                 | 4   | 9               |
| 24    | AUS Austrália         |                 | 1                | 1                 | 2   | 14              |
|       | JPN Japão             |                 | 1                | 1                 | 2   | 14              |
| 26    | BLR Bielorrússia      |                 | 1                |                   | 1   | 20              |
|       | BUL Bulgária          |                 | 1                |                   | 1   | 20              |
|       | BDI Burundi           |                 | 1                |                   | 1   | 20              |
|       | QAT Catar             |                 | 1                |                   | 1   | 20              |
|       | DEN Dinamarca         |                 | 1                |                   | 1   | 20              |
|       | GRN Granada           |                 | 1                |                   | 1   | 20              |
|       | MEX México            |                 | 1                |                   | 1   | 20              |
|       | NED Países Baixos     |                 | 1                |                   | 1   | 20              |
|       | VEN Venezuela         |                 | 1                |                   | 1   | 20              |
| 35    | KAZ Cazaquistão       |                 |                  | 1                 | 1   | 20              |
|       | CUB Cuba              |                 |                  | 1                 | 1   | 20              |
|       | HUN Hungria           |                 |                  | 1                 | 1   | 20              |
|       | CZE República Checa   |                 |                  | 1                 | 1   | 20              |
|       | SRB Sérvia            |                 |                  | 1                 | 1   | 20              |
|       | TTO Trinidad e Tobago |                 |                  | 1                 | 1   | 20              |
|       | TUR Turquia           |                 |                  | 1                 | 1   | 20              |
|       | UKR Ucrânia           |                 |                  | 1                 | 1   | 20              |
| TOTAL | TOTAL                 | 47              | 47               | 47                | 141 | —               |

Legenda
| Recorde mundial      | Recorde mundial (World record)               |                       | Recorde africano                      | Recorde africano (African) |                                           | Q | Classificado por posição (Qualified) |
| Recorde olímpico     | Recorde olímpico (Olympic record)            | Recorde da América    | Recorde da América (Americas)         | q                          | Classificado por melhor tempo (Qualified) |   |                                      |
| Melhor marca do ano  | Melhor marca do ano (World leading)          | Recorde asiático      | Recorde asiático (Asian)              | DNS                        | Não largou (Did not start)                |   |                                      |
| Recorde nacional     | Recorde nacional (National record)           | Recorde europeu       | Recorde europeu (European)            | DNF                        | Não terminou (Did not finish)             |   |                                      |
| Recorde pessoal      | Recorde pessoal do atleta (Personal best)    | Recorde da Oceania    | Recorde da Oceania (Oceania)          | DSQ / DQ                   | Desclassificado (Disqualified)            |   |                                      |
| Recorde da temporada | Recorde da temporada do atleta (Season best) | Recorde sul-americano | Recorde sul-americano (South America) | NM                         | Sem marca (No mark)                       |   |                                      |